# Elaphoglossum dendricolum
Elaphoglossum dendricolum är en träjonväxtart som först beskrevs av Bak., och fick sitt nu gällande namn av Christ. Elaphoglossum dendricolum ingår i släktet Elaphoglossum och familjen Dryopteridaceae. Inga underarter finns listade.